# Ntimbe II
Ntimbe II est un village du Cameroun situé dans la région de l’Est, le département du Haut-Nyong et l'arrondissement (commune) d'Abong-Mbang, sur la route qui relie cette localité à Lomié.

## Population
En 1966-1967, Ntimbe II comptait 312 habitants, dont 58 pygmées Baka. Les autres habitants étaient principalement des Maka Mpompong, un sous-groupe des Maka. Lors du recensement de 2005, on y dénombrait 676 personnes.

## Site touristique
On y trouve une grotte naturelle.